# Tilly (Yvelines)
Tilly is een gemeente in het Franse departement Yvelines (regio Île-de-France) en telt 482 inwoners (2005). De plaats maakt deel uit van het arrondissement Mantes-la-Jolie.

## Geografie
De oppervlakte van Tilly bedraagt 7,8 km², de bevolkingsdichtheid is 61,8 inwoners per km².
De onderstaande kaart toont de ligging van Tilly (Yvelines) met de belangrijkste infrastructuur en aangrenzende gemeenten.

## Demografie
Onderstaande figuur toont het verloop van het inwonertal (bron: INSEE-tellingen).